# Шах, Ифтихар Хуссейн
Ифтихар Хуссейн Шах (англ. Iftikhar Hussain Shah, 14 марта 1949 — 15 марта 2020) — государственный и военный деятель Пакистана. С 2000 по 2005 год занимал должность губернатора провинции Хайбер-Пахтунхва.

## Биография
В 1964 году начал проходить военную службу в артиллерийском полку сухопутных войск Пакистана. Затем окончил Армейскую авиационную школу, Королевский колледж военной науки в Великобритании, Кветтаский командно-штабной колледж и Национальный оборонный колледж. В 1996 году ему было присвоено звание генерал-лейтенанта и занял должность председателя Объединённого комитета начальников штабов. В 2000 году был назначен на должность губернатора Хайбер-Пахтунхвы.
В сентябре 2001 года Ифтихар Хуссейн Шах сделал заявление, что Пакистан уже не может принимать на своей территории беженцев из соседнего Афганистана. По его мнению лагеря для беженцев нужно было размещать в самом Афганистане. Также губернатор добавил, что под видом беженцев в Пакистан проникли бойцы движения Талибан. В апреле 2004 года губернатор Хайбер-Пахтунхвы Ифтихар Хуссейн Шах выступил с обращением ко всем экстремистским группировкам провинции, что готов гарантировать амнистию боевикам, если они сложат оружие. 27 ноября 2004 года он сделал заявление, что пакистанская армия будет выведена из Южного Вазиристана. Однако, на следующий день его слова опроверг генерал Шаукат Султан, который заявил, что вооружённые силы Пакистана останутся в этом мятежном регионе. 13 марта 2005 года на должность губернатора Хайбер-Пахтунхвы был назначен Халилур Рехман.
В мае 2016 года Ифтихар Хуссейн Шах принял решение присоединиться к оппозиционной партии Техрик-е-Инсаф, которую возглавляет бывшая звезда крикета Имран Хан.